# Meteor Shower
Meteor Shower (一起来看流星雨 - Yìqǐ Láikàn Liúxīng Yǔ) est une série télévisée chinoise en 49 épisodes, d'après le manga Hana yori dango.

## Synopsis
Chu Yu Xun est une élève brillante et studieuse issue d'une famille modeste. Grâce à son oncle et à ses efforts, elle arrive à entrer à la prestigieuse université d'Alistun, elle ne se doute pas que dans cette école, les 3 élèves les plus riches y font la loi, leur but étant de se comporter le plus mal possible pour se faire renvoyer de cette école où ils sont inscrits de force.
Lorsqu'un nouvel élève, le riche Murong Yun Hai, arrive dans l'université, lui aussi forcé par ses parents, il devient immédiatement ami avec les trois autres. Indignée par leur comportement, Yu Xun leur déclare la guerre et devient la victime de toute l'école.Ils finiront par devenir amis, et entre amour, rivalité, amitié, ils apprendront à évoluer ensemble et construire leur futur. Et, plusieurs mésaventures arriveront.

## Distribution
- Zheng Shuang as Chu Yuxun
- Zhang Han as Murong Yunhai
- Yu Haoming as Duanmu Lei
- Wei Chen as Ye Shuo
- Zhu و ما صف صلى و Zixiao as Shangguan Ruiqian

## Fiche technique
- Générique de début : Starlit Fairytale (星空物语) par Zhang Han, Yu Haoming, Wei Chen & Zhu Zixiao
- Générique de fin saison 1 : The Soaring I Want (我要的飞翔) By Xu Fei

## Autres versions
- Drama japonais - Hana yori dango
- Drama taïwanais - Meteor Garden
- Drama coréen - Boys Over Flowers
- Drama chinois d'époque - Palace: The Locked Heart Jade